# Comuna Gura Foii, Dâmbovița
Gura Foii este o comună în județul Dâmbovița, Muntenia, România, formată din satele Bumbuia, Catanele, Făgetu și Gura Foii (reședința).

## Așezare
Comuna se află în sud-vestul județului, în apropierea orașului Găești și este traversată de șoseaua națională DN7 în zona în care ea leagă Găeștiul de Topoloveni și mai departe de Pitești.

## Demografie
Componența etnică a comunei Gura Foii
     Români (94,22%)
     Alte etnii (0,15%)
     Necunoscută (5,63%)
Componența confesională a comunei Gura Foii
     Ortodocși (93,35%)
     Alte religii (0,19%)
     Necunoscută (6,46%)
Conform recensământului efectuat în 2021, populația comunei Gura Foii se ridică la 2.059 de locuitori, în scădere față de recensământul anterior din 2011, când fuseseră înregistrați 2.140 de locuitori. Majoritatea locuitorilor sunt români (94,22%), iar pentru 5,63% nu se cunoaște apartenența etnică. Din punct de vedere confesional, majoritatea locuitorilor sunt ortodocși (93,35%), iar pentru 6,46% nu se cunoaște apartenența confesională.

## Politică și administrație
Comuna Gura Foii este administrată de un primar și un consiliu local compus din 11 consilieri. Primarul, Radu-Nicolae Georgescu[*], de la Partidul Social Democrat, este în funcție din 2016. Începând cu alegerile locale din 2024, consiliul local are următoarea componență pe partide politice:
|  | Partid                    | Consilieri | Componența Consiliului | Componența Consiliului | Componența Consiliului | Componența Consiliului | Componența Consiliului | Componența Consiliului |
|  | ------------------------- | ---------- | ---------------------- | ---------------------- | ---------------------- | ---------------------- | ---------------------- | ---------------------- |
|  | Partidul Social Democrat  | 6          |                        |                        |                        |                        |                        |                        |
|  | Partidul Național Liberal | 5          |                        |                        |                        |                        |                        |                        |

## Istorie
La sfârșitul secolului al XIX-lea, comuna Gura Foii făcea parte din plasa Cobia a județului Dâmbovița, având în compunere doar satul de reședință cu 850 de locuitori. În comună funcționau trei biserici întreținute de enoriași, o școală și o fabrică de frânghii aparținând inginerului Constantin Chiru. În 1925, comuna era arondată plășii Găești și avea în compunere satele Gura Foii, Catanele și Bumbuia, cu 1650 de locuitori.
În 1950, reorganizarea administrativă a plasat comuna Gura Foii în raionul Găești din regiunea Argeș. În 1968, ea a devenit comună suburbană a orașului Găești, având componența actuală. La sfârșitul anilor 1980, comunele suburbane au fost resubordonate județului din care făceau parte, cu această ocazie comuna Gura Foii trecând direct în componența județului Dâmbovița.